# Lokomotivy Meyer

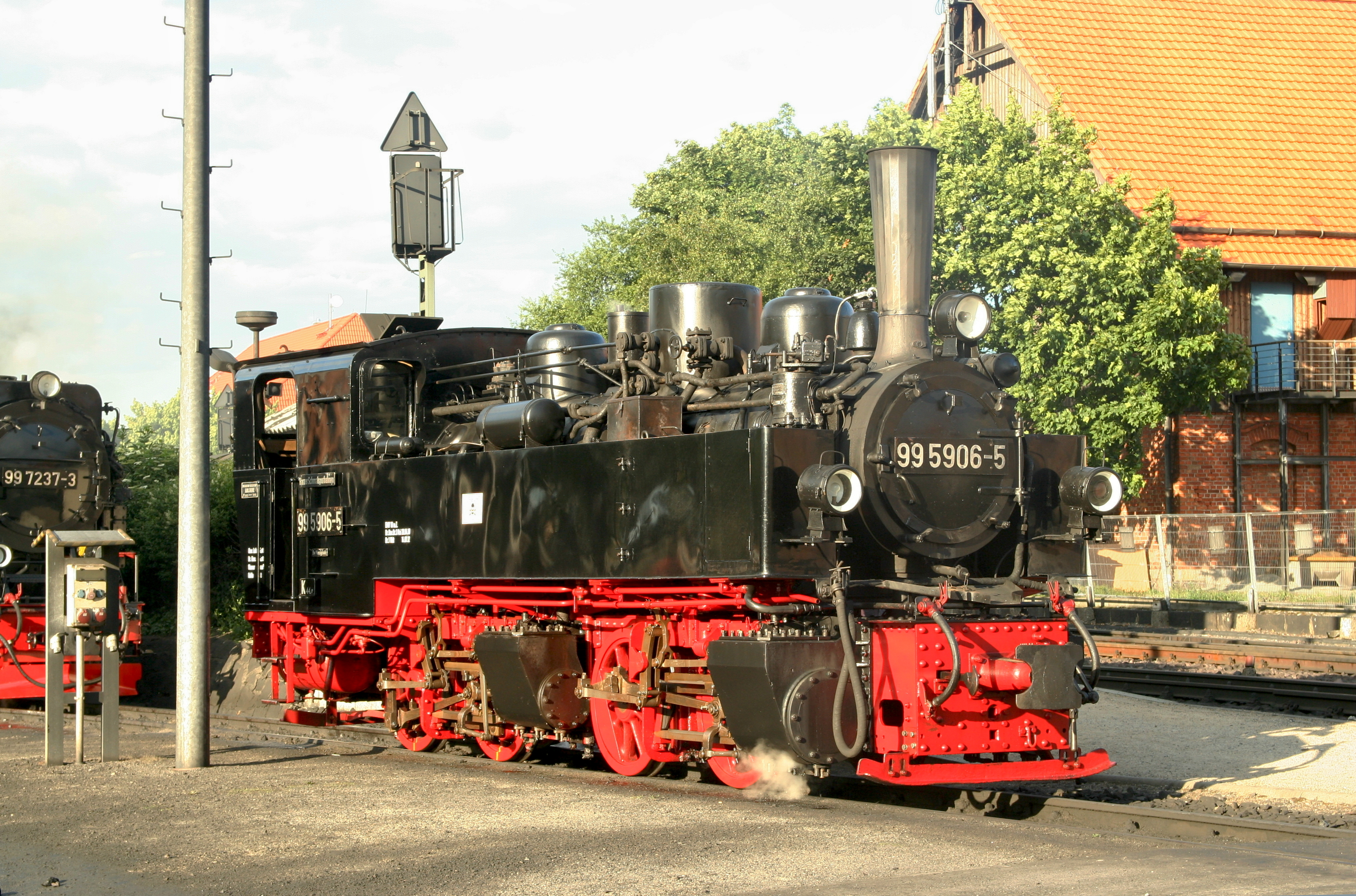
Úzkorozchodná lokomotiva řady 99 ve Wernigerode (Sasko-Anhaltsko)

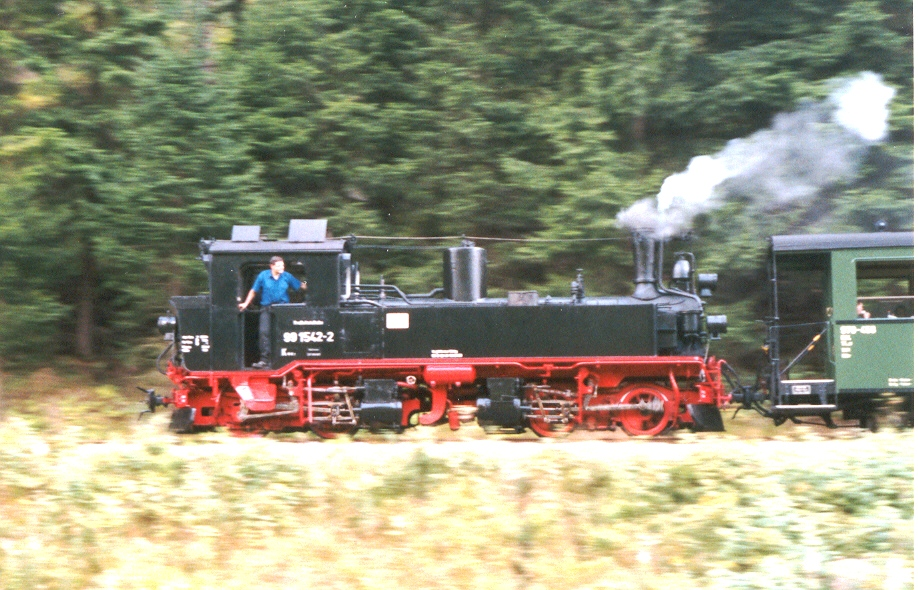
Lokomotiva IV K soustavy Meyer na Pressnitztalbahn

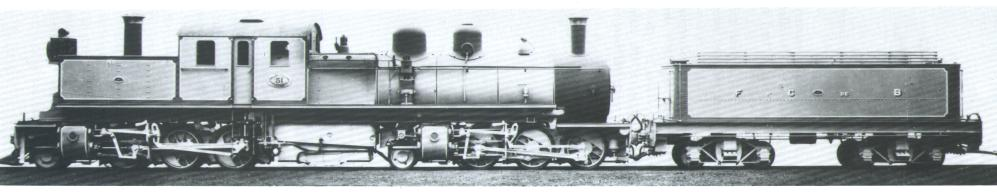
Lokomotiva Kitson-Meyer v Bolívii

Lokomotivy soustavy Meyer (též Kitson-Meyer) měly pojezd tvořený dvěma otočnými podvozky (jako u soustavy Fairlie), na nichž byly dva sdružené parní stroje, vysokotlaký a nízkotlaký. Lokomotivní kotel, budka a tendr jsou uspořádány jako na klasické parní lokomotivě. Topeniště má kvůli otočnému podvozku omezený prostor, kvůli topeništi má zadní podvozek vnější rám. Aby byl zvětšen prostor pro topeniště, měly některé lokomotivy topeniště umístěné mezi podvozky. Tím se ovšem lokomotiva značně prodloužila.

## Historie
První lokomotivu na tomto principu zkonstruoval rakouský inženýr Wenzel Günther roku 1851, název jí však dal až francouzský (alsaský) konstruktér Jean-Jacques Meyer, který si jej dal roku 1861 patentovat. Předností byla hlavně možnost menšího poloměru v oblouku tratě (ostřejší zatáčky) v horském terénu, mezi nevýhody patřilo malé topeniště a potřeba pohyblivého potrubí pro vysokotlakou páru. Tuto nevýhodu odstranily později lokomotivy Mallet s jedním otočným podvozkem nebo lokomotivy Garratt.
V Evropě vyráběly lokomotivy soustavy Meyer hlavně britské lokomotivky, ale také Sächsische Maschinenfabrik, dříve Richard Hartmann AG v Saské Kamenici (Chemnitz). Úzkorozchodné průmyslové lokomotivy soustavy Meyer dodávala také anglická lokomotivka W. G. Bagnall. Její lokomotivy měly plamencový kotel, obvykle používaný u parníků. Tento kotel nezasahoval do prostoru pod rámem lokomotivy. Poslední exemplář WB3024 „Monarch“ byl dodán Bowater's Railway v Kentu, nyní je ve vlastnictví Welshpool & Llanfair Light Railway. Dosud jsou lokomotivy Meyer v provozu na krušnohorské Preßnitztalbahn, donedávna jezdily na horské trati přes bolivijské Andy. Několik Meyerových lokomotiv je v muzeích v Německu, ve Francii a ve Švýcarsku.